# Leptonetela grandispina
Espèce
Leptonetela grandispina est une espèce d'araignées aranéomorphes de la famille des Leptonetidae.

## Distribution
Cette espèce est endémique du Guizhou en Chine,.

## Publication originale
- Lin & Li, 2010 : Leptonetid spiders from caves of the Yunnan-Guizhou plateau, China (Araneae: Leptonetidae). Zootaxa, no 2587, p. 1-93.